# Sistema elèctric de l'Estació Espacial Internacional

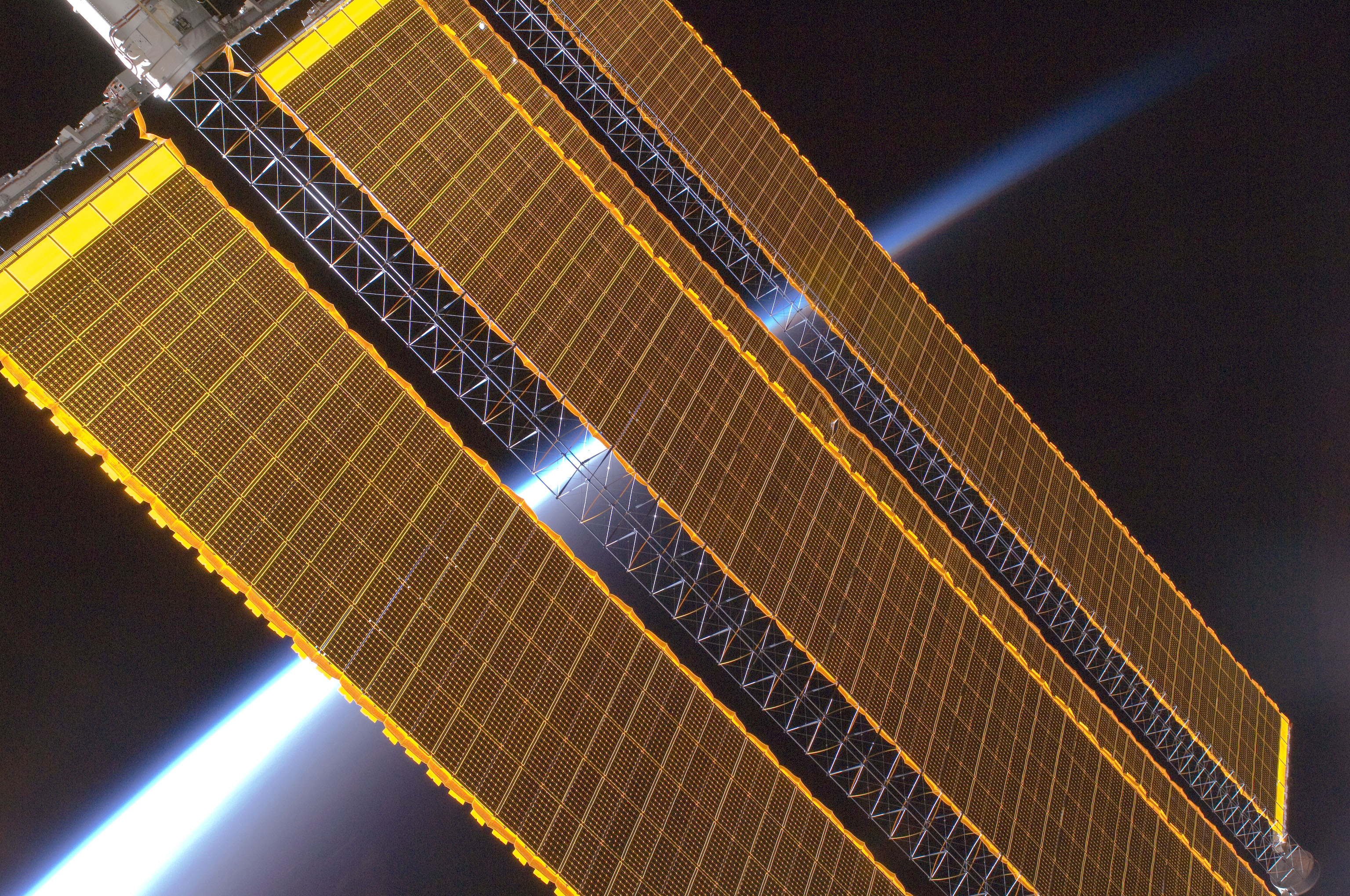
Ala del panell solar de l'Estació Espacial Internacional (tripulació de l'Expedició 17, agost del 2008).

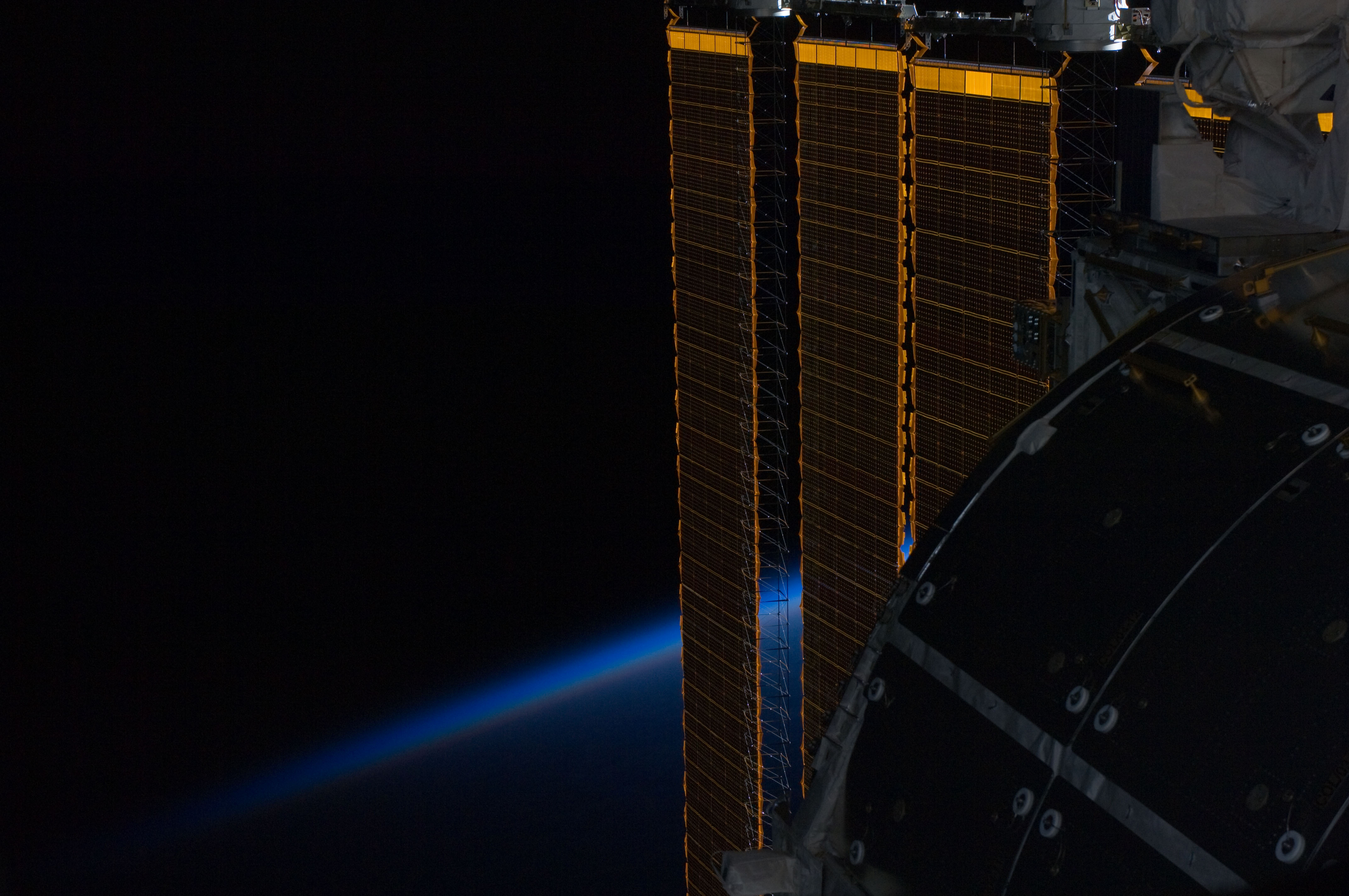
Un panell solar de l'ISS interseccionant l'horitzó de la Terra.

El sistema elèctric de l'Estació Espacial Internacional és un recurs crític per a l'Estació Espacial Internacional (ISS), ja que permet a la tripulació viure còmodament, operar amb seguretat l'estació, i per dur a terme experiments científics. El sistema elèctric de l'ISS utilitza panells solars per convertir directament la llum del sol a electricitat. Un gran nombre de cèl·lules es munten en matrius per produir alts nivells de potència. Aquest mètode d'aprofitament de l'energia solar s'anomena fotovoltaica.
El procés de recol·lecció de llum solar, convertir-la en electricitat, i administrar i distribuir aquesta electricitat acumula un excés de calor que pot danyar l'equip de les naus espacials. Aquesta calor ha de ser eliminada per a un funcionament fiable de l'estació espacial en òrbita. El sistema energètic de l'ISS utilitza radiadors per dissipar la calor lluny de les naus espacials. Els radiadors estan ombrejats de la llum solar i s'alineen cap al fred buit de l'espai profund.